# Chaetaspis albus
Chaetaspis albus är en mångfotingart som beskrevs av Charles Harvey Bollman 1887. Chaetaspis albus ingår i släktet Chaetaspis och familjen spökdubbelfotingar. Inga underarter finns listade i Catalogue of Life.